# Disakkarid
Disakkarider er sukker, der dannes når to monosakkarider bindes via en glykosidbinding. Ligesom monosakkarider er disakkarider simple sukre, der er opløselige i vand. De tre mest almindelige eksempler er sukrose, laktose og maltose.
Disakkarider er en af fire kemiske groupper af kulhydrater (monosakkarider, disakkarider, oligosakkarider og polysakkarider). De mest almindelige disakkarider (sukreose, laktose og maltose) har 12 carbonatomer, og den generelle formel C12H22O11. Forskelligen på de forskellige disakkarider er den atomernes placering i molekylet.
Reaktionen der får monosakkarider til at blive til disakkarider sker ved kondensationsreaktion, der involverer eliminering af vandmolekyle fra den funktionelle gruppe. Nedbrydning af disakkarider til monosakkarider kan gøres ved hjælp af hydrolyse ved hjælp af enzymet disakkaridase. Disse reaktioner er vigtige i metabolismen i alle levende væsner. Hver disakkaride nedbrydes af en korresponderende disakkaridase (sukrase, laktase og maltase).